# شوبانی
شوبانی (به لاتین: Şubanı) یک منطقه مسکونی در جمهوری آذربایجان است که در قره‌داغ رایون از توابع شهر باکو واقع شده است.